# Nokia 6131
Nokia 6131 (также Nokia 6126) — трёхдиапазонный (GSM 900/1800/1900) сотовый телефон фирмы Nokia, выполненный в раскладном форм-факторе. Выпущен в феврале 2006 года, в дальнейшем снят с производства.

## Особенности[2]
Телефон оснащён камерой в 1,3 мегапикселя (разрешение 1280×960 пикселей) с 8-кратным цифровым увеличением с полноэкранным видоискателем на основном и внешнем дисплеях, с возможностью съёмки 3GP-видео. 

Имеет два цветных дисплея 
- внешний TFT (128x160 пикселей 262 000 цветов),
- внутренний QVGA (320x240 пикселей 16 732 000 цветов).

Программное обеспечение аппарата включает в себя:
- медиаплеер (с поддержкой форматов MP3/MP4/3GP),
- E-mail-клиент,
- XHTML-браузер,
- интеллектуальная загрузка контента: управление цифровыми правами OMA 1.0,
- персональный органайзер (PIM) с календарём и расширенными возможностями, списком дел, заметками и калькулятором,
- будильник, таймер обратного отсчета (с нормальным режимом и таймером интервалов),
- Java MIDP 2.0 с загрузкой через сотовую сеть Java-программ и игр,
- обновление прошивки через сотовую сеть (FOTA),
- беспроводные презентации (компьютерное приложение на интернет-странице),
- приложение «Nokia Sensor» для расширенных сетевых возможностей.

ПО также можно обновлять при помощи пакета Nokia PC Suite.
Для связи и передачи данных используются:
- GPRS: (англ. General Packet Radio Service): Class 10, скорость загрузки до 85,6 кбит/с
- EDGE (EGPRS): Class 10, скорость загрузки до 236,8 кбит/с
- Bluetooth,
- интерфейс Pop-Port с подключением по USB
- Push-to-talk,
- c помощью USB-кабеля, через PictBridge, возможна прямая печать на принтере,
- для удаленной и локальной синхронизации используется фирменная технология SyncML.

Внутренняя память — комбинированная, состоящая из 32 Мб флеш-памяти и 16 Мб оперативной памяти; предоставляет в распоряжение пользователя для пользовательских данных порядка 11 Мб: 10 Мб для галереи и приложений, 1 Мб для контактов, заметок, записей календаря. Имеется возможность увеличить объём при помощи карт памяти с поддержкой горячей замены формата MicroSD объёмом до 2 Гб — такая память доступна в виде дополнительных устройств.
Модель относится к телефонам с операторской базой Base Band 5.

### Работа с сообщениями
- Упрощенная работа с сообщениями для последних использовавшихся контактов и групп
- Электронная почта: доступ к рабочим и личным почтовым ящикам; поддержка протоколов SMTP, POP3 и IMAP4; поддержка вложений (Java-версия)
- Функция аудиосообщений Nokia Xpress: возможность записать собственное голосовое сообщение и отправить его на совместимое устройство
- MMS OMA 1.2: возможность объединения и отправки сообщения размером до 300 К, в виде MMS на совместимый телефон или ПК изображения, видеоролика, текста и аудиоклипа; проведение через MMS презентаций, включающих в себя несколько слайдов.
- Работа с текстовыми сообщениями: поддержка составных SMS, картинок в сообщениях, списка рассылки SMS
- Интеллектуальный ввод текста: поддержка всех основных языков Европы и Азиатско-Тихоокеанского региона
- Функция присутствия: поддержка Wireless Village, мгновенных сообщений и динамической телефонной книги; возможность проверить доступность абонента, прежде чем звонить

## Модификации

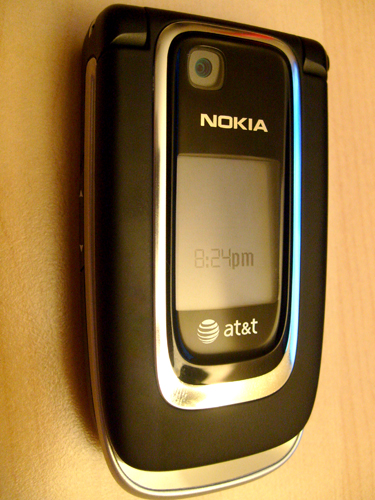
Модель 6126 почти ничем не отличается от «предшественницы» 6131. На панели виден логотип AT&T

- Nokia 6126 — североамериканская версия 6131. Выпущена для AT&T и Fido Solutions.
- Nokia 6131 NFC — обладает особой функцией Near Field Communication.
- Nokia 6133 — отличается посеребрённой клавиатурой, а также небольшим отличием в расположении внешнего экрана и камеры. Чтобы иметь возможность скачивать Java-приложения из Интернета, пользователям 6133 приходится также проходить специальную регистрацию на сайте Java. Выпущена для сетей T-Mobile.

## Известные проблемы
Некоторыми пользователями Nokia 6131 критикуется за сложность (в некоторых случаях даже невозможность) отправки MMS и электронной почты. При отправке «электронного» сообщения часто выходит надпись о невозможности операции, а при отправке MMS — т. н. «перезагрузка» (экран становится чёрным, затем белым, а после показывается фоновый режим; при этом последние изменения не сохраняются). «Перезагрузка» также стала головной болью владельцев телефона. При обновлении программного обеспечения эти проблемы могли исчезнуть.